# Krasimira Tosheva
Krasimira Tosheva (en búlgaro: Красимира Точева; Sofía, 28 de julio de 1967) es una deportista búlgara que compitió en remo. Ganó dos medallas en el Campeonato Mundial de Remo, plata en 1987 y bronce en 1989.

## Palmarés internacional
| Campeonato Mundial | Campeonato Mundial     | Campeonato Mundial | Campeonato Mundial |
| Año                | Lugar                  | Medalla            | Prueba             |
| ------------------ | ---------------------- | ------------------ | ------------------ |
| 1987               | Copenhague (Dinamarca) | Medalla de plata   | Cuatro scull       |
| 1989               | Bled (Yugoslavia)      | Medalla de bronce  | Cuatro scull       |